# Théâtre Océan Nord
El Théâtre Océan Nord és un teatre ubicat als números 63-65 del carrer rue Vandeweyerstraat de Schaerbeek, (Brussel·les) des de 1996. Dirigeixen l'equipament Isabelle Pousseur i Michel Boermans.